# 環インド洋地域協力連合

加盟国

環インド洋連合(IORA、Indian Ocean Rim Association、旧環インド洋地域協力連合)は1995年に設立された国際組織である。加盟国域内での貿易と投資の活性化を目的としている。
2013年に加盟国からの発音が難しいとの意見により、環インド洋地域協力連合(Indian Ocean Rim-Association for Regional Cooperation IOR-ARC)から変更となった。

## 加盟国
| - オーストラリア - バングラデシュ - コモロ - フランス - インドネシア - インド - イラン - ケニア | - マダガスカル - モルディブ - モザンビーク - モーリシャス - マレーシア - オマーン - 南アフリカ共和国 - シンガポール | - ソマリア - スリランカ - セーシェル - タンザニア - タイ - アラブ首長国連邦 - イエメン | 対話パートナー - 中国 - ドイツ - エジプト - イギリス - イタリア - 日本 - 韓国 | - サウジアラビア - ロシア - トルコ - アメリカ合衆国 |  |